# Haarlemmermeerse Bos
Het Haarlemmermeerse Bos is een 115 hectare groot, parkachtig gebied ten noordwesten van Hoofddorp. Het bos is in de jaren 70 aangeplant waarna het in 1979 officieel voor het publiek is opengesteld en het zich tot een regionale trekpleister heeft ontwikkeld. In het bos worden regelmatig evenementen gehouden, zoals het jaarlijkse Mysteryland en Concours Hippique. In een gedeelte van het bos heeft in 2002 de Floriade plaatsgevonden, waardoor dit gedeelte dus een tijd afgesloten en enkel toegankelijk was met een toegangskaart. Er zijn nog enkele overblijfsels van de Floriade 2002 aanwezig in het bos zoals het Haarlemmermeerpaviljoen, expogebouw en de Big Spotters Hill.

## Recreatieplas
Aan de recreatieplas in het bos is een restaurant gevestigd. Ook liggen er aan de rand van het bos, tegen de N201, het Historisch Museum Haarlemmermeer en een hotel en evenementencentrum.